# Jejuí (lancha a vapor)
O Jejuí foi um navio de guerra do tipo lancha a vapor que serviu a Armada Imperial Brasileira durante a Guerra do Paraguai. No dia 17 de agosto de 1869 participou da terceira expedição no rio Manduvirá com a missão de caçar os últimos navios da Armada Paraguaia.